# Cau d'en Calvet
El Cau d'en Calvet és una cavitat d'origen càrstic ubicat al massís del Montgrí, al vessant sud-oest del la muntanya del Montplà, dins el municipi de Torroella de Montgrí. És considerada una de les coves sepulcrals del Montgrí, juntament amb el Cau de l'Olivar d'en Margall, el cau del Duc d'Ullà, el cau de les Dents i el cau dels Ossos.
El cau fou descobert, accidentalment, el març de 1976 quan Marcel·lí Calvet, veí de Torroella, se li va amagar un conill al que donava caça en aquesta cavitat. Al extreure’l arrossegà un fragment de crani humà, que va comunicar a Josep Vert i aquest al prehistoriador Lluís Pericot. El maig de 1976 es netejà el cau i es trobaren evidències d'enterraments humans en superfície. De fet, es tracta d'una petita cavitat natural que s'hauria ampliat artificialment, per habilitar-la com a lloc funerari.
En els anys següents, 1977 i 1978, hi va haver excavacions sistemàtiques, a càrrec del Centre Arqueològic de Girona. Aquestes excavacions, van revelar 43 individus, acompanyats del seu aixovar (11 vasos ceràmics, 8 grans d'enfilall de material lític, 9 penjolls, 2 punxons d'os, 1 curculla, 1 dentalium, 1 sageta i 3 peces lítiques). Un estudi de 1991, datà aquestes restes entre el Neolític final i el Calcolític, i un mostra òssia analitzada, concretava entorn el 2150 aC. (Neolític final), una cronologia que no ha variat fins a l'actualitat.
L'estudi antropològic de les restes, identificà 33 adults i 10 infants, un d'ells nounat. Tanmateix, aquestes restes no es van trobar en connexió anatòmica, el que donava a entendre, que en cada enterrament les restes òssies anteriors devien ser arraconades per fer lloc al nou difunt. Això, juntament amb l'estat fragmentari de les restes, tampoc va facilitar el diagnòstic de sexe ni de patologies, a excepció de patologies dentals, com càries o abscessos en un maxil·lar. També es van observar indicis de patologia en vèrtebres -osteòfits- i en ossos llargs.